# Pop progressive
Genres dérivés
Rock progressif
La pop progressive est un sous-genre musical de la pop. Le terme est pour la première fois utilisé pour décrire le rock progressif. Durant la fin des années 1970, le terme est utilisé de manière interchangeable pour décrire le rock. Des années plus tard, il est utilisé pour décrire une musique dite trop modérée pour intégrer la catégorie de rock progressif.

## Histoire

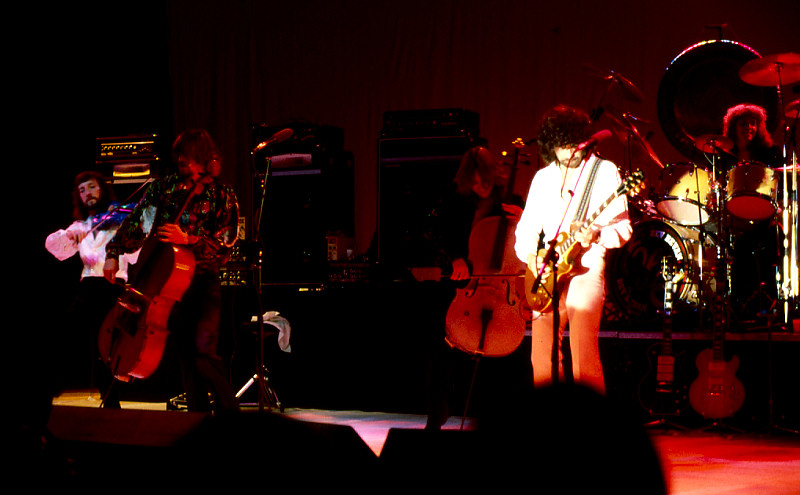
Electric Light Orchestra en 1978.

Au milieu des années 1960, la presse écrite britannique commence à décrire l'album Pet Sounds du groupe de rock américain les Beach Boys comme « l'album le plus pop progressive jamais produit,. » Les Beach Boys continuent à être associés à la pop-prog avec la publication de leur album Surf's Up en 1971. Nik Cohn dans son ouvrage publié en 1969 intitulé Awopbopaloobop Alopbamboom: The Golden Age of Rock pense que l'industrie de la pop s'est divisée « en quatre-vingts pour cent de mocheté en vingt pour cent d'idéalisme », les quatre-vingts pour cent décrivant la « pop tout public et commerciale » et les vingt pour cent décrivant la « pop-prog développée par un sentiment ésotérique. » Dans sa réédition publiée en 1970, Cohn explique : « J'avais pensé que la pop progressive se serait doucement éteinte, mais ça n'a pas été le cas. Et bien, en Angleterre, je n'avais pas entièrement tort... Mais en Amérique, je me suis complètement planté — Woodstock s'est accrue... »
Finalement, le terme de « pop progressive » est supplanté par le nom le plus commun de « rock progressif. » En 1977, le terme de pop progressive est utilisé de manière interchangeable pour le rock. En 1985, Simon Reynolds note que la « nouvelle » musique pop « implique une tentative consciente et courageuse de séparer pop 'progressive' et pop de masse/des classements – une scission qui tente de se faire depuis 1967. »

## Sources
- (en) Don Breithaupt et Jeff Breithaupt, Night Moves : Pop Music in the Late '70s, St. Martin's Press, 2000, 216 p. (ISBN 978-0-312-19821-3, lire en ligne)
- (en) Nik Cohn, Awopbopaloobop Alopbamboom : The Golden Age of Rock, Grove Press, 1970, 255 p. (ISBN 978-0-8021-3830-9, lire en ligne)
- (en) Steven Gaines, Heroes and Villains : The True Story of The Beach Boys, New York, Da Capo Press, 1986, 374 p. (ISBN 0-306-80647-9, lire en ligne)
- (en) David Leaf, The Beach Boys, Courage Books, 1985, 208 p. (ISBN 978-0-89471-412-2, lire en ligne)
- (en) Allan Moore, Jethro Tull's Aqualung, Bloomsbury Publishing, 2004 (ISBN 978-1-4411-1315-3, lire en ligne)
- (en) Simon Reynolds, On Record : Rock, Pop and the Written Word, Routledge, 2006, 512 p. (ISBN 978-1-134-93951-0, lire en ligne), « New Pop and its Aftermath »
- (en) Luis Sanchez, The Beach Boys' Smile, Bloomsbury Publishing, 2014, 144 p. (ISBN 978-1-62356-799-6, lire en ligne)
- (en) John Shepherd, Phil Virden et Graham Vulliamy, Whose Music? : A Sociology of Musical Languages, Transaction Publishers, 1977, 300 p. (ISBN 978-1-4128-4147-4, lire en ligne)